# 도쿄 지하철 01계 전동차
도쿄 지하철 01계 전동차(일본어: 東京地下鉄01系電車)는 1984년 1월 1일부터 2017년 3월 10일까지 운행했었던 도쿄 메트로 (구 제도고속도교통영단) 긴자 선의 전동차이다.
02계는 마루노우치 선에 투입되며 01계를 기반으로 만들어졌다.

## 개요
한조몬 선의 8000계까지의 실적에 더욱 새로운 기술을 도입하고, 각종의 개혁, 검토를 실시해서 1983년에 시작차 1편성이 취역하여 이듬해 1984년부터 양산이 시작되었다. 알루미늄 합금으로 차체 길이 16m, 차체 너비는 2,550mm의 3도어 차량이다. 1997년까지 6량 편성 38개(228량)이 제조되었다.
1980년대 당시, 긴자 선에서 운용되고있는 차량은 전쟁에서 사용하는 차량이 있는데, 여기에는 투입되는 차량도 같은 디자인에서 "긴자 선은 오래된 노선"이라는 이미지가 일반 승객들에게 더 있었다. 따라서, 기존의 긴자 선 차량의 이미지를 크게 바꿀 디자인을 채용하고, 동일한 선의 이미지 업을 도모하는 것을 목표로했다.
각 객실 문의 실내 측 상단에는 노선 개요 차내 안내 표시기가 설치되어있다. 이 안내 표시 장치의 양쪽에 문이 열리는 방향을 예고 점등하는 램프가 설치되어, 함께 문 차임도 명동한다. 이러한 시설은 당시로는 드물게, 승객도 호평이었다. 시작차는이 안내 표시기가 양산차과 사양이 다르다는 있었지만, 다메이케산노 역 개업 준비시 양산차와 동일한 업데이트되었다. 또한 역 넘버링을 도입했을 때, 역명 표기 부에는 역 번호를 표기한 스티커가 첨부되었다.
긴자 선 구형 차량의 대체용으로 등장한 이른바 "0x계"시리즈의 첫 번째 계열이고, 이후 다른 노선 구형 차량의 대체 차량과 기차 증발 용 증가 비차은 모두 "0x계"의 계열 이름이 주어지고있다. 주행 성능은 기존의 긴자 선 차량을 크게 상회 고속 성은 한때 히비야 선에 재적하고 있던 3000계를 같게한다. 1993년 01계를 통일한 시점에서, CS-ATC 도입과 함께 긴자 선의 속도를 실현했다.